# Estoloides sparsa
Estoloides sparsa là một loài bọ cánh cứng trong họ Cerambycidae.